# Französische Frauenfußballmeisterschaft 1976/77
Die französische Frauenfußballmeisterschaft 1976/77 war die dritte Ausspielung dieses Titels nach der offiziellen Anerkennung des Frauenfußballs durch den Fußballverband Frankreichs im Jahr 1970. Die vergleichbaren Wettbewerbe zwischen den Weltkriegen blieben weiterhin inoffiziell, zumal sie von einem reinen Frauensportverband organisiert worden waren.
Die Meisterschaft 1976/77 – eine frankreichweite höchste Liga gab es vor 1992 nicht – wurde in einer Mischung aus Gruppenspiel- und K.o.-Modus ausgetragen; für die Teilnahme an der landesweiten Endrunde mussten sich die Frauschaften zuvor auf regionaler Ebene qualifizieren. Auch diese Austragung beendeten die Spielerinnen von Stade Reims siegreich, die damit ihre Erfolge von 1975 und 1976 wiederholen konnten.

## Vorrunde
Die 20 qualifizierten Teams wurden unter regionalen Gesichtspunkten auf vier Gruppen aufgeteilt, innerhalb derer jeder Verein in Hin- und Rückspiel gegen jeden anderen antrat. Die jeweils beiden Gruppenbesten erreichten das Viertelfinale. Bei Punktgleichheit – es galt die Zwei-Punkte-Regel – gab die bessere Tordifferenz den Ausschlag.
In den verwendeten Quellen sind keine einzelnen Ergebnisse oder Tabellen dieser Runde zu finden.

## Viertelfinale
Viertel- und Halbfinale sowie Finale wurden in Hin- und Rückspielen ausgetragen, wobei die Auswärtstorregel seinerzeit noch nicht galt.
Die Spiele des Viertelfinales fanden am 6. bzw. 20. März 1977 statt.
| SC Caluire Saint-Clair – FC Metz  | 5:1 | 0:1 |
| Olympique Marseille – Stade Reims | 2:1 | 0:5 |
| Stade Quimper – AS Étrœungt       | 0:0 | 1:2 |
| FC Bergerac – FC Rouen            | 3:2 | 0:0 |

## Halbfinale
Die Spiele dieser Runde fanden am 3. bzw. 24. April 1977 statt.
| Stade Reims – FC Bergerac            | 3:0 | 1:1 |
| SC Caluire Saint-Clair – AS Étrœungt | 6:0 | 4:2 |

## Endspiele
Das Hinspiel fand am 8. Mai 1977 in Reims, das Rückspiel am 16. Mai 1977 in Lyon statt.
| Stade Reims – SC Caluire Saint-Clair | 4:0 (2:0) |

Aufstellungen
- Reims: Marie-Louise Butzig – Patricia Mousel, Ghislaine Royer, Marie-Bernadette Thomas, Fabienne Berthout – Renée Delahaye, Véronique Roy, Isabelle Musset – Armelle Binard, Michèle Wolf, Rachèle Vilarinho
Trainer: Pierre Geoffroy
- Caluire: Andrée Benaddi – Ongaro, Gehin, Annie Bataille (Briand), Bermudez,  – Martine Thivolle, Josiane Marichal, Arlette Bihler – Thievon, Parisi, Châtelet
Trainer: ?

Tore
1:0 Musset (13.)

2:0 Roy (33.)

3:0 Binard (63.)

4:0 Roy (65.)
| SC Caluire Saint-Clair – Stade Reims | 1:0 (1:0) |

Aufstellungen
- Caluire: Andrée Benaddi – Briand, Bermudez, Annie Bataille, Gehin – Ongaro, Martine Thivolle, Arlette Bihler – Josiane Marichal (Thievon), Parisi, Châtelet
Trainer: ?
- Reims: Marie-Louise Butzig – Patricia Mousel (Moine), Ghislaine Royer, Marie-Bernadette Thomas, Fabienne Berthout – Renée Delahaye, Véronique Roy, Isabelle Musset (Nadine Juillard) – Armelle Binard, Michèle Wolf, Rachèle Vilarinho (Pigeon)
Trainer: Pierre Geoffroy

Tor
1:0 Parisi (34.)